# Tatra T7B5
Tatra T7B5 (podtyp tramvaje T7) je model tramvaje vyráběný společností ČKD Praha, závod Tatra Smíchov na přelomu 80. let a 90. let 20. století.

## Konstrukce
T7B5 je jednosměrný čtyřnápravový motorový tramvajový vůz, který koncepčně vycházel z vozů Tatra T6B5; oba typy měly i podobné rozměry vozové skříně. Hmotnost celého vozu se ale zvětšila, přiblížila se 20 tunám, což bylo velkou nevýhodou tohoto typu. Přinesl ale také novinky v mechanické i elektrické části výzbroje. Ty jsou v dalším uvedeny.

### Podvozek s dvojitým vypružením
(text převzat z typového listu T7B5 výrobce ČKD Praha, závod Tatra)
"Podvozek vozu je motorový, dvounápravový s vnitřním rámem a dvojitým vypružením, Rám podvozku se skládá ze dvou vzájemně pružně spojených půlrámů. Každá náprava je poháněna samostatným trakčním motorem. Uložení náprav je provedeno v samostatných ložiskových skříních, které zároveň slouží pro usazení pružin primárního vypružení rámu podvozku. Sekundární vypružení kolébky podvozku je tvořeno ocelovými pružinami, pryžovými dorazy a paralelně připojenými hydraulickými tlumiči. Přenos výkonu od trakčního elektromotoru na nápravu se uskutečňuje kloubovým hřídelem a hypoidní převodovkou."

### Hydraulické mechanické brzdy
Mechanické brzdy byly kotoučové, elektrohydraulické, střadačové. Brzdnou sílu vyvozoval tlak pružiny, proti němu působilo hydraulické zařízení. Odbrzdění a případná regulace síly brzdění byly prováděny změnou tlaku hydraulické kapaliny, prostřednictvím elektricky ovládaných ventilů. Brzdění zůstalo dvoustupňové, avšak vyměnitelné trysky umožnily "změkčit" přechod z elektro-dynamického na mechanické dobrzdění. Pro (nouzové) vlečení vozu bylo možno  táhly (jedno táhlo/podvozek) snadno uvolnit pružiny. Ty se pak po zapnutí řízení vozu samočinně natáhly, zajistily a tím vůz zabrzdily. Při provozu (úbytek brzdových destiček) se brzdy samočinně seřizovaly hlídáním odlehlosti čelistí. Pro provozovatele však znamenaly nové médium, na které musel být připraven.

### Trakční výzbroj TV6
Vůz měl rekuperační brzdu. V případě, že napájecí síť nemohla odebrat veškerou brzdnou energii, zasahovala záskoková brzda, která mařila přebytečnou energii v brzdovém rezistoru, prostřednictvím pulzního měniče typu „Morgan".
Elektrická výzbroj měla označení UB31-P s trakční výzbrojí TV6 s tyristorovou regulací výkonu. A protože i vývoj výkonových (silových) polovodičů pokročil, byly využity zpětně vodivé tyristory (RCT). Tím se získal prostor pro integraci měniče záskokové brzdy. Zatímco elektronický regulátor z TV3 mohl zůstat beze změny (stejný typ trakčních měničů, protiskluzové/smykové ochrany, ovládání mechanických brzd, atd.), regulátor měniče záskokové brzdy musel být doplněn. Byla to ale jen destička plošného spoje cca 10x10 cm, na potenciálu napájecí sítě. Ta komparovala napětí na vstupním filtru s nastaveným a při jeho překročení, generovala impuls pro sepnutí tyristoru záskokového měniče. Výzbroj TV6 navazovala na TV5, která byla použita o 2 roky dříve (1986) u hybridní lokomotivy  DA 600 (TA 436,05; řada 718). Principiální rozdíl byl v tom, že TV5 nespolupracovala s trolejovou sítí, ale akumulátorovou baterií 600 V (bez záskokové brzdy).

### Integrovaná skříň
Na rámu skříně vozu (pod úrovní podlahy) byla zavěšena rozměrná tzv. „integrovaná skříň" (kontejnerového provedení). Mimo trakčních měničů, regulátoru, brzdového odporníku, statického měniče a baterie v ní byla uložena takřka celá zbývající část elektrické výzbroje. Prvky byly instalovány po vnitřním obvodu svislých stěn. Znamenalo to jednodušší výrobu i úsporu kabeláže. Vše bylo snadno dosažitelné, přehledné. Přístup byl však pouze z prohlídkového kanálu po vyklopení spodního krytu. Základní myšlenkou byla snadná montáž/záměna plně vyzbrojené skříně.

### Doplňky
Ovládání vozu bylo ručním řadičem (podobným jako u typu T5C5, avšak funkčně rozdílným), prvně byly nasazeny trakční motory TE 026.
Některé z těchto novinek byly použity u následného typu T6A5. Byly to uvedené podvozky s dvojitým vypružením, včetně trakčních motorů TE 026 a ruční řadič.

## Prototypy
První dva prototypy (čísel 0024 a 0025) se v Praze objevily v roce 1988. Ještě ve zkušebním provozu byl vůz č. 0024 bočně havarován a tím jeho využití zpečetěno. Po opravě byl vystaven ještě na Mezinárodním strojírenském veletrhu v Brně 1990, ale to bylo v podstatě vše. Byl odstaven v pražské vozovně Hloubětín, kde zůstal až do října roku 2001, kdy byl správcem konkurzní podstaty zkrachovalé společnosti ČKD Dopravní systémy odvlečen do areálu firmy Siemens kolejová vozidla na Zličíně. V září 2002 byl prodán firmě SKD TRADE spol s.r.o. na náhradní díly.
Vůz č. 0025 byl roku 1991 výrobcem repasován a prodán do norského Osla, kde byl rekonstruován dle norem a standardů AS Oslo Sporveier (Oslo tramvaje, a.s.). Týkalo se to polstrovaných sedáků, zabarvení interiéru i skříně vozu v duchu skandinávských národních barev, ale i předpisů. Obdržel typové označení SM90, evidenční číslo 200. Tyto úpravy prováděl VBK AS z Hortenu. Vizí DP Oslo bylo zavést ve Skandinávii jednotný typ vozidla se společným centrálním skladem náhradních dílů. Uvažováno bylo právě o vozech T7B5. Proto vůz ev.č.200 ještě v roce 1991 absolvoval týdenní předváděcí misi v Stockholmu a podobnou o rok později v Göteborgu, s cílem nalézt spojence. Čas však běžel a poptávka se obrátila k nízkopodlažním vozidlům. A tady již nebylo co nabídnout. Roku 1995 obdržel vůz nové evidenční číslo 321 a byl používán pro vyhlídkové jízdy. V roce 1998 byl pro nedostatek zaměstnanců odstaven a ještě téhož roku se dostal opět do švédského města Göteborg, kde se dočkal zásadní proměny interiéru a pod číslem 100 jezdí dodnes jako „zážitkový“ vůz (party vůz).
Další dva prototypy tramvaje T7B5 (čísla 0026 a 0027 vyrobené 1989) jezdily krátkou dobu také v Praze, ale brzy byly předány ke zkouškám do Moskvy, kde již zůstaly. V roce 1990 byly označeny ev.č. 7001 a 7002 a nasazeny do pravidelného provozu. Roku 1994 byly vozy opět přečíslovány na 3321 a 3322. Vůz ev. č. 3322 byl odstaven roku 2002 a sloužil jako zdroj náhradních dílů a sklad. Třetí prototyp si v roce 2003 vyměnil evidenční číslo se sériovým vozem č. 3326 (pův. č. 7006) a s tímto označením v pravidelném provozu dojezdil v roce 2005, kdy se stal exponátem moskevského tramvajového muzea.

## Dodávky tramvají
| Současný stát | Město                | Článek | Typ  | Roky dodávek | Počet vozů | Evidenční čísla při dodání | Poznámky                       | Zdroj |
| ------------- | -------------------- | ------ | ---- | ------------ | ---------- | -------------------------- | ------------------------------ | ----- |
| Česko         | ČKD Dopravní systémy | –      | T7B5 | 1989         | 1          | 0024                       | 1. prototyp                    | [ 4 ] |
| Norsko        | Oslo                 | článek | T7B5 | 1991         | 1          | 200                        | 2. prototyp                    | [ 5 ] |
| Rusko         | Moskva               | článek | T7B5 | 1989–1993    | 6          | 7001–7006                  | 7001 a 7002 – 3. a 4. prototyp | [ 3 ] |

V letech 1988 až 1993 bylo vyrobeno celkem 8 vozů.

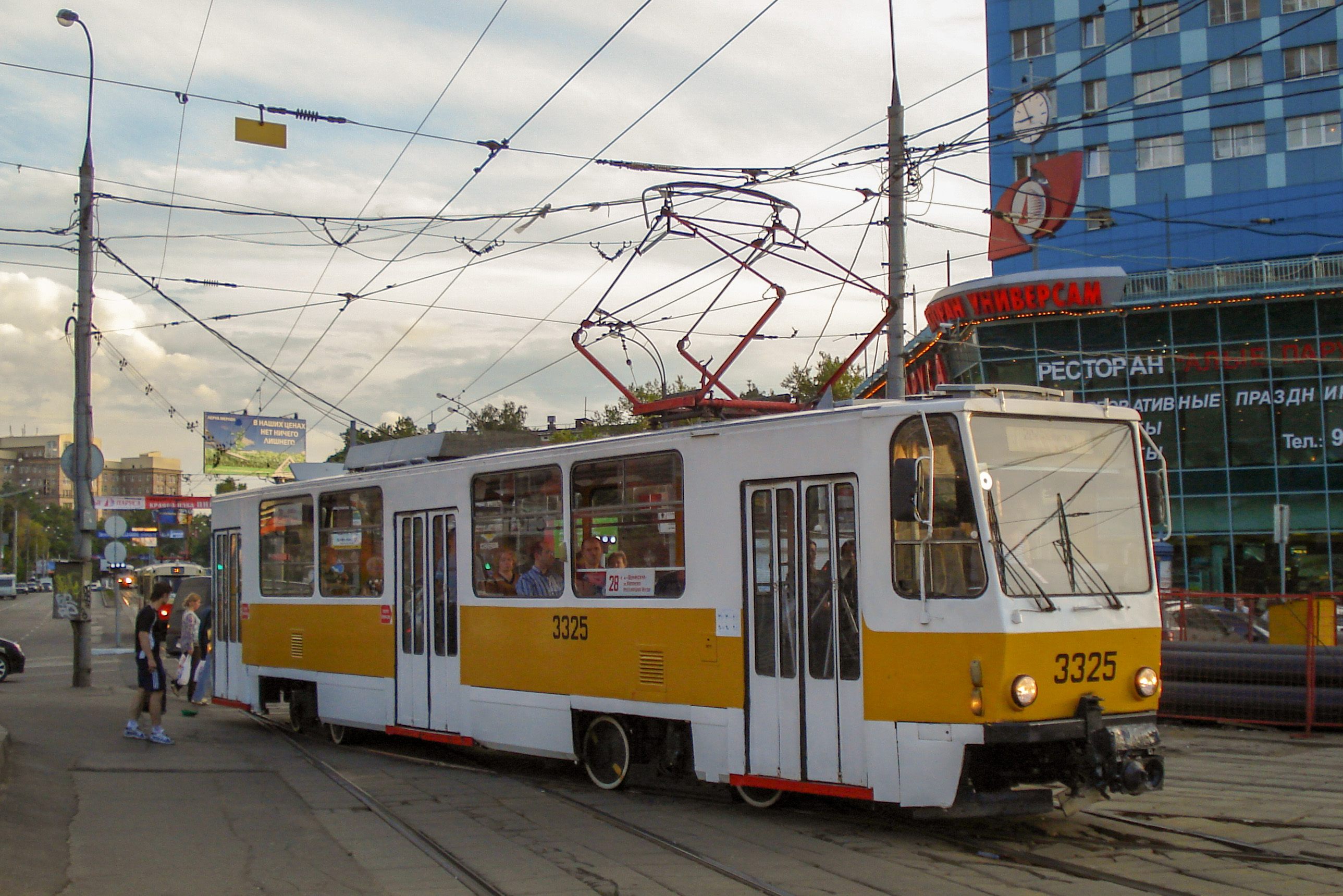
Muzejní sériový vůz 7005/3325

Typ T7B5 rozhodně nezklamal. Byl od počátku orientován na export do Sovětského svazu, avšak předběhla ho hektická a nevhodná doba pro obchod se zmíněným obchodním partnerem. Vozy ev.č. 7003 – 7006 dodané v roce 1993 byly poslední, které ČKD do již Ruska dodala.

## Muzejní vozy
- 0025 jako 100 Göteborg
- 0026/7001 jako 3326 r. 2005 Moskva
- 7003 jako 7001 r. 2011 Moskva
- 7005 005 r. 2009 Moskva

Z osmi vozů je 50% muzejních, 0024 byl  pro muzeum DPP odmítnut.

## Galerie

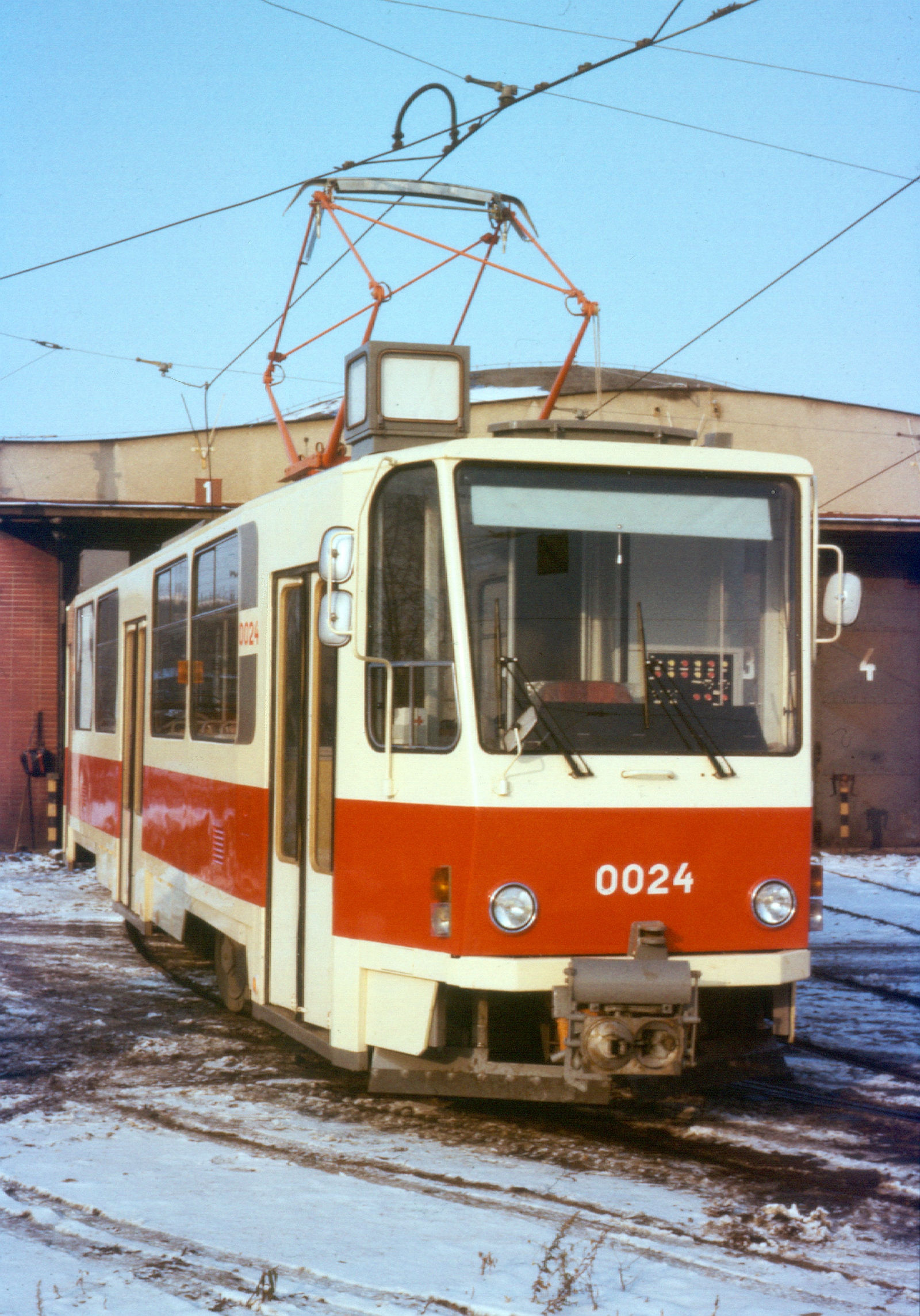
1. prototyp 0024 určený do Moskvy ve vozovně Hloubětín
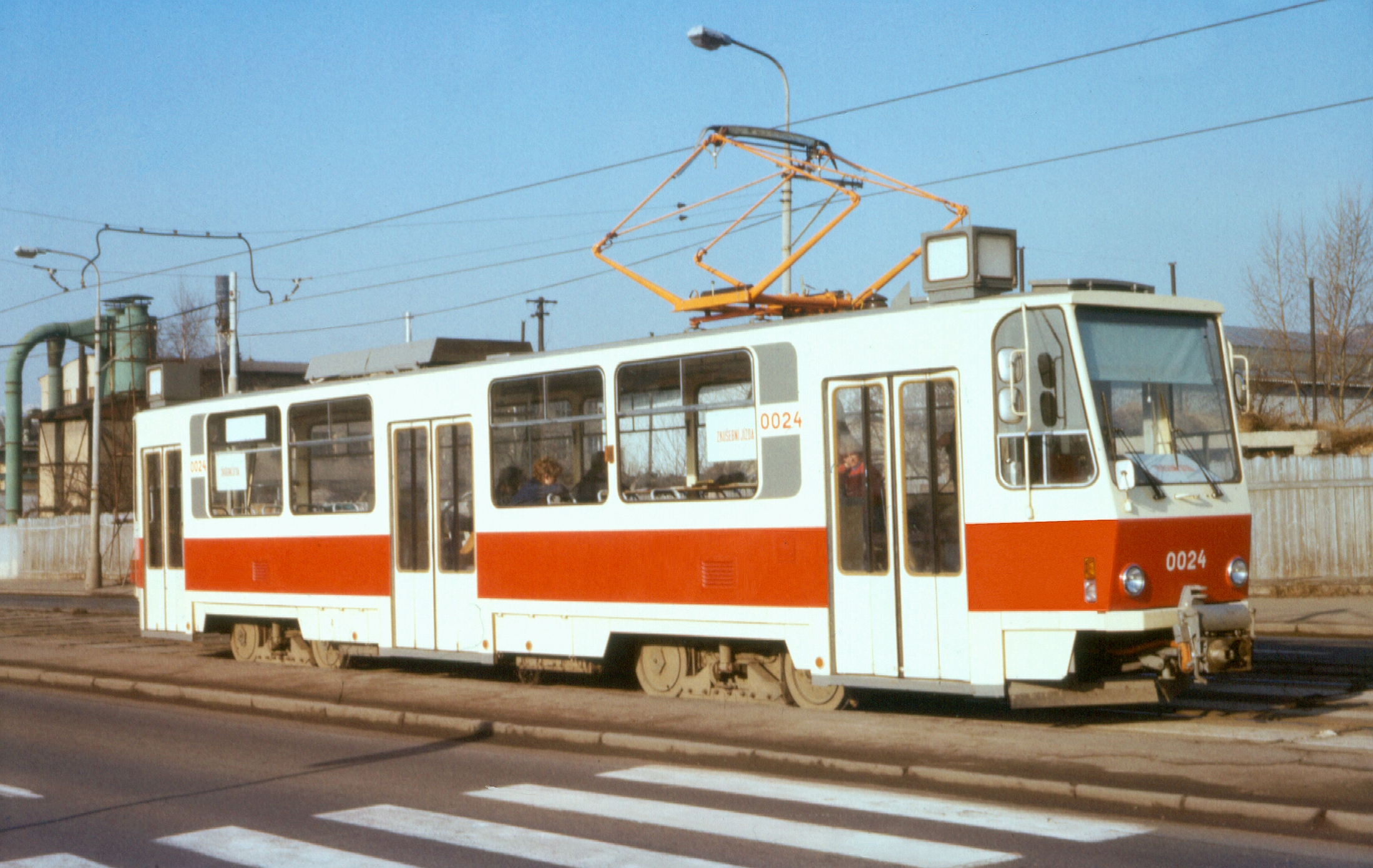
1. prototyp v ulicích Prahy
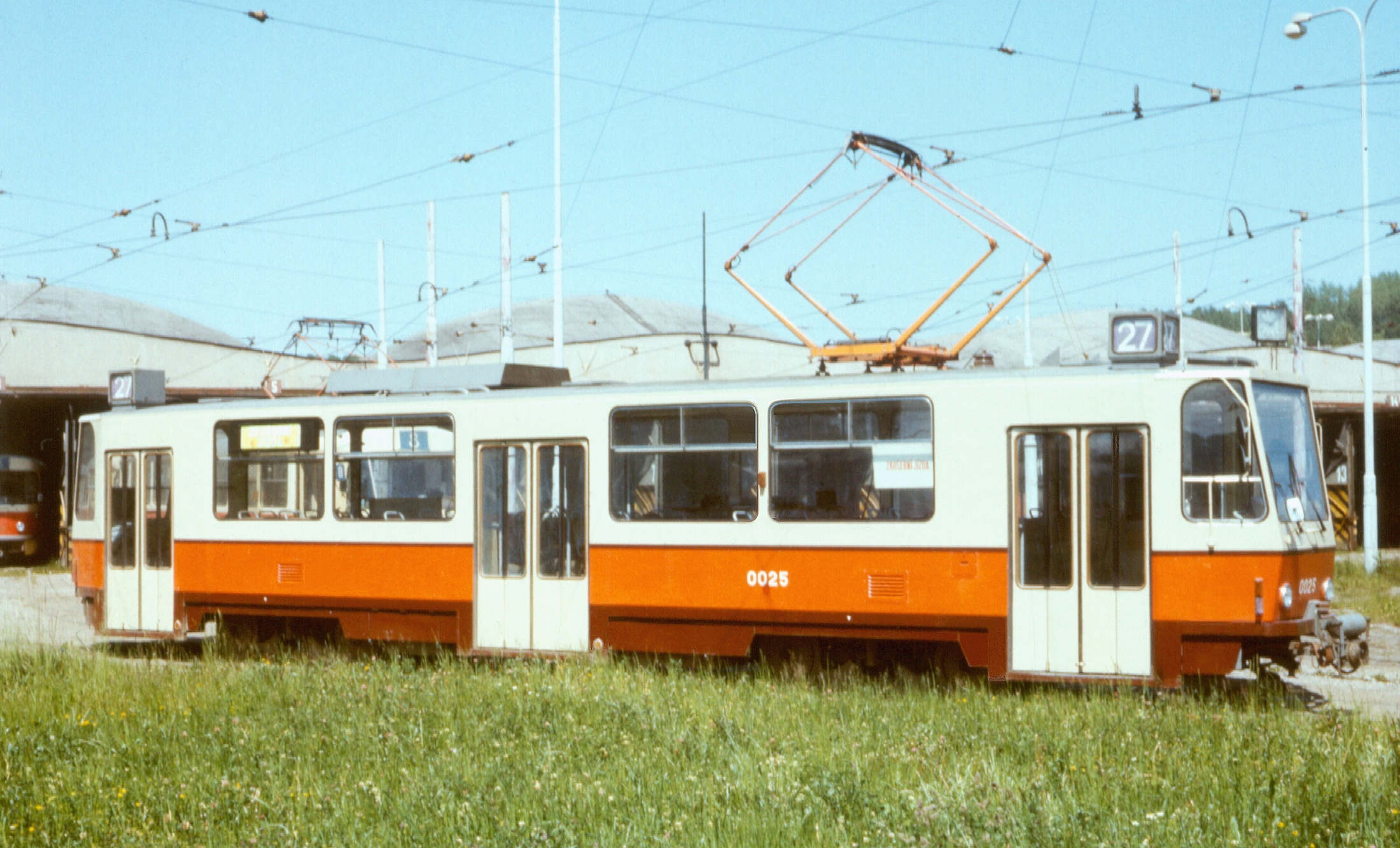
odlišně lakovaný 2. prototyp 0025 ve vozovně Hloubětín
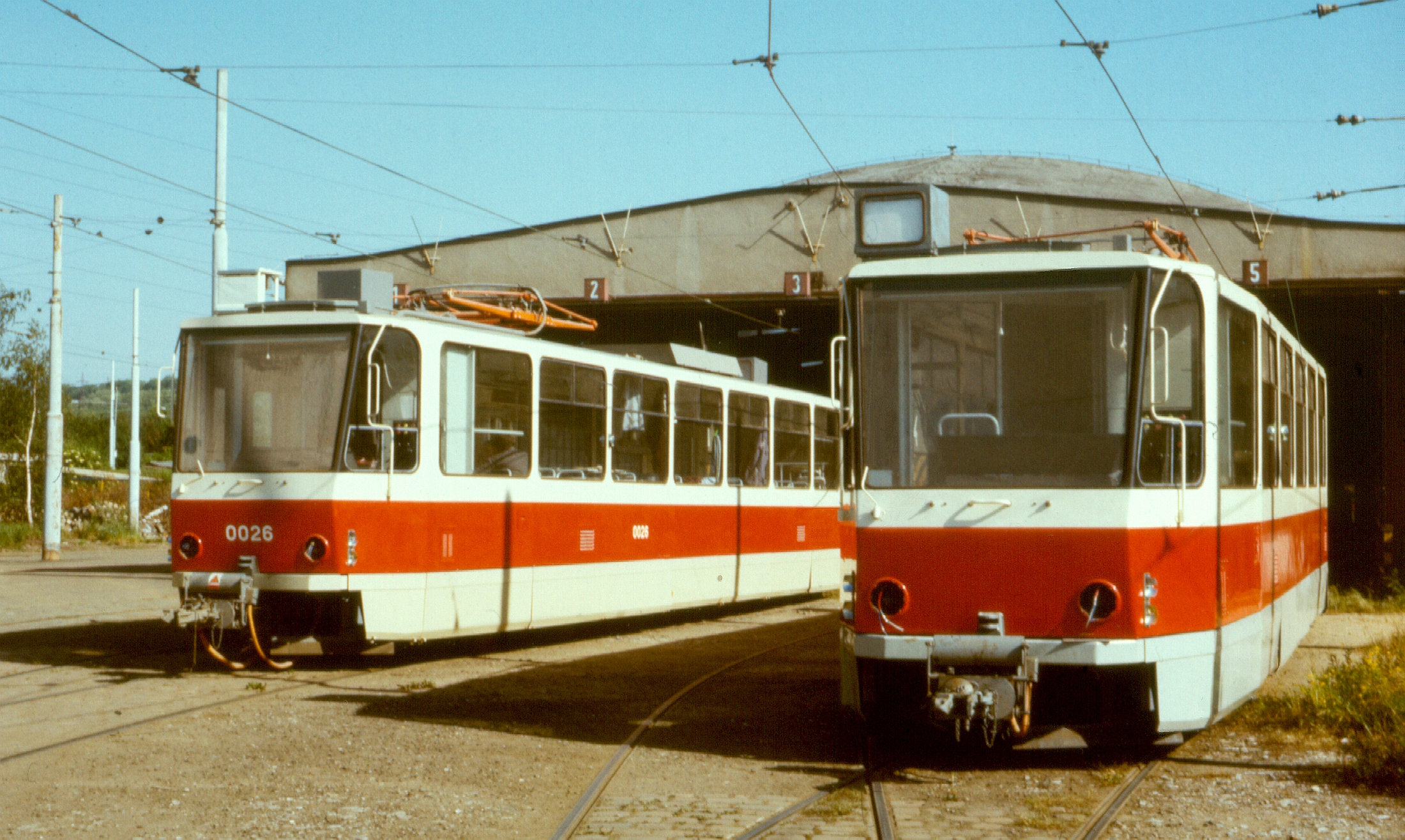
Rozpracované prototypy ev. č. 0026+0027 pro Moskvu ve vozovně Hloubětín
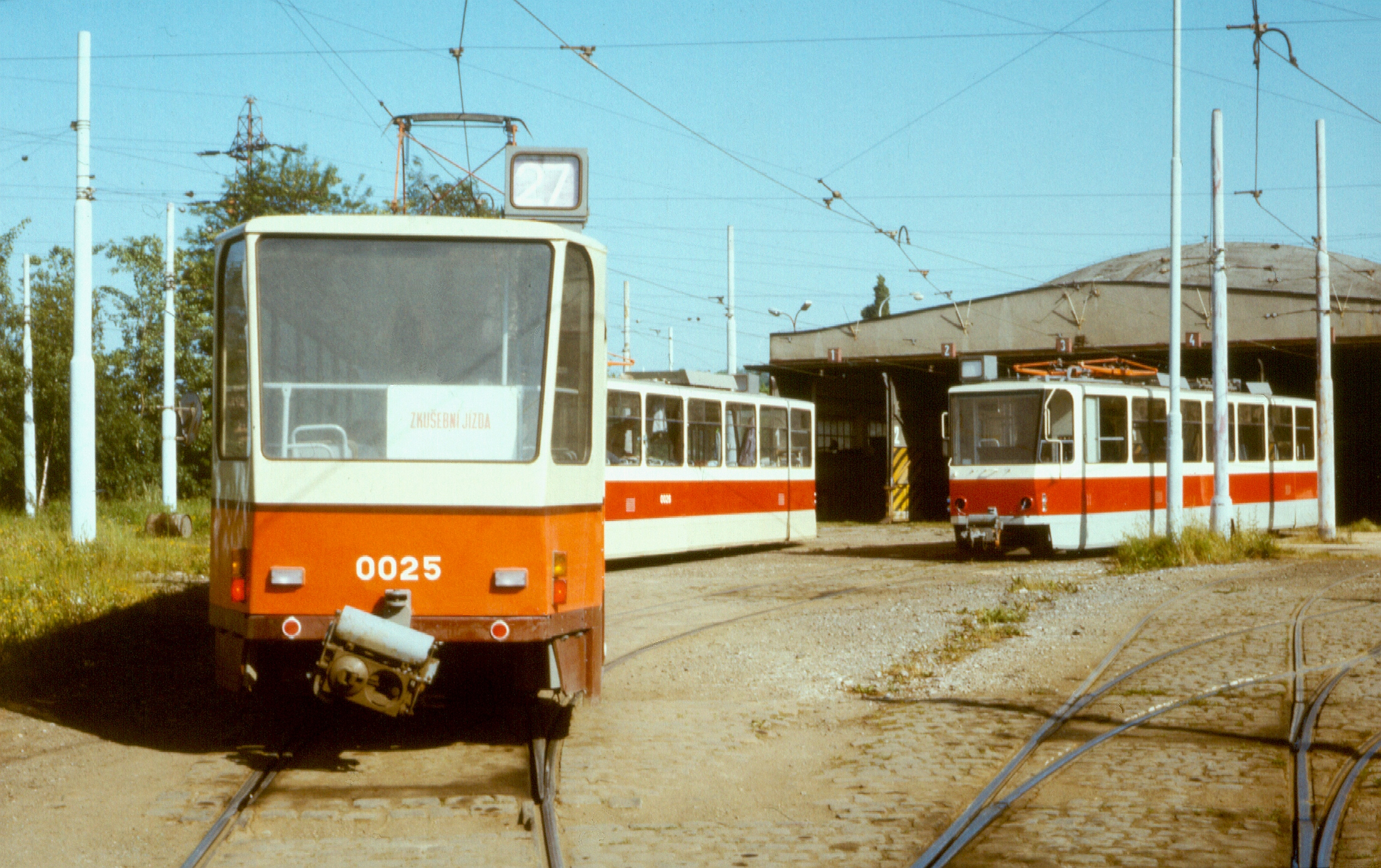
Setkání tří prototypů v Praze
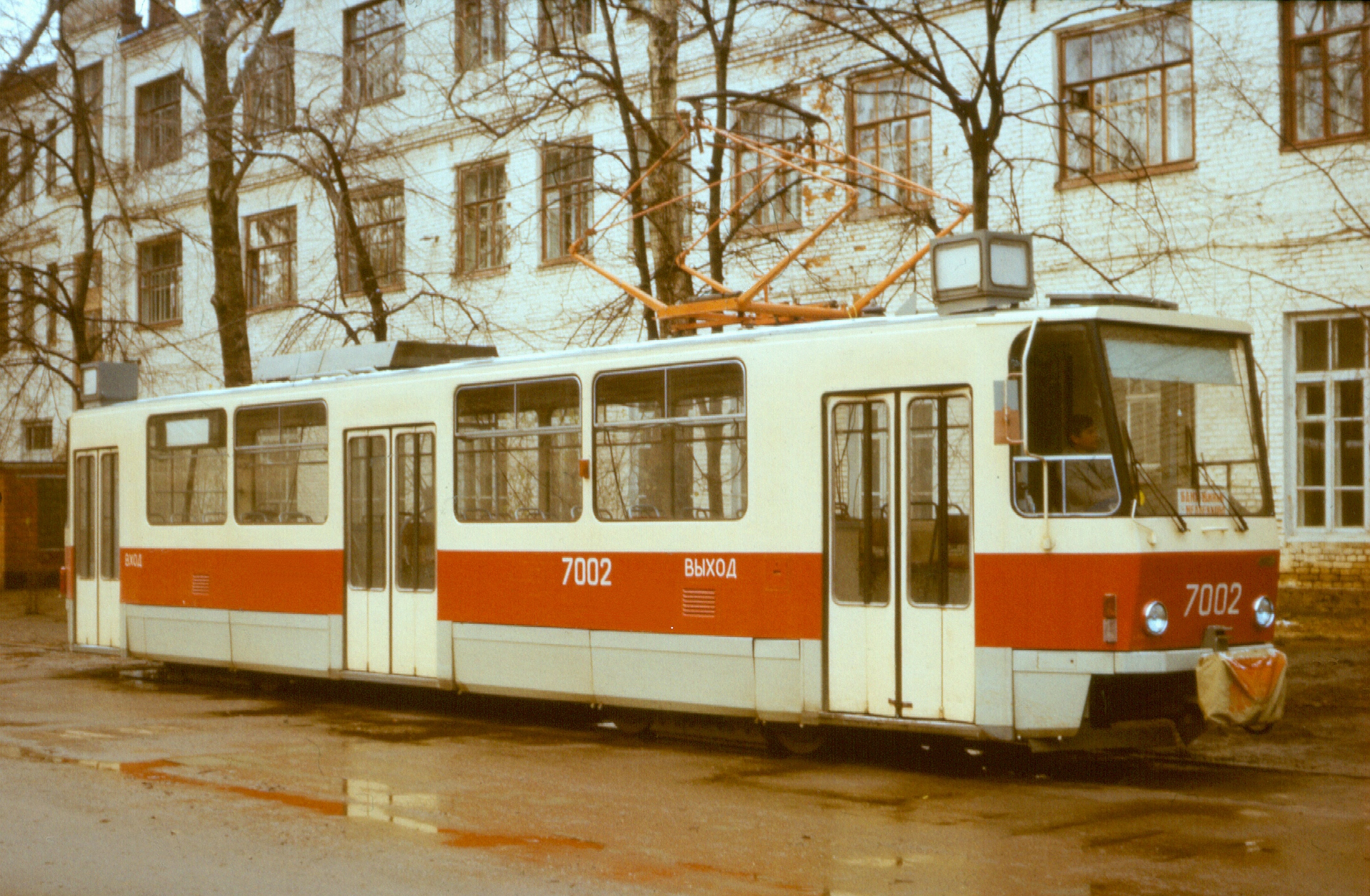
Předávka prototypů byla v Baumanském depu
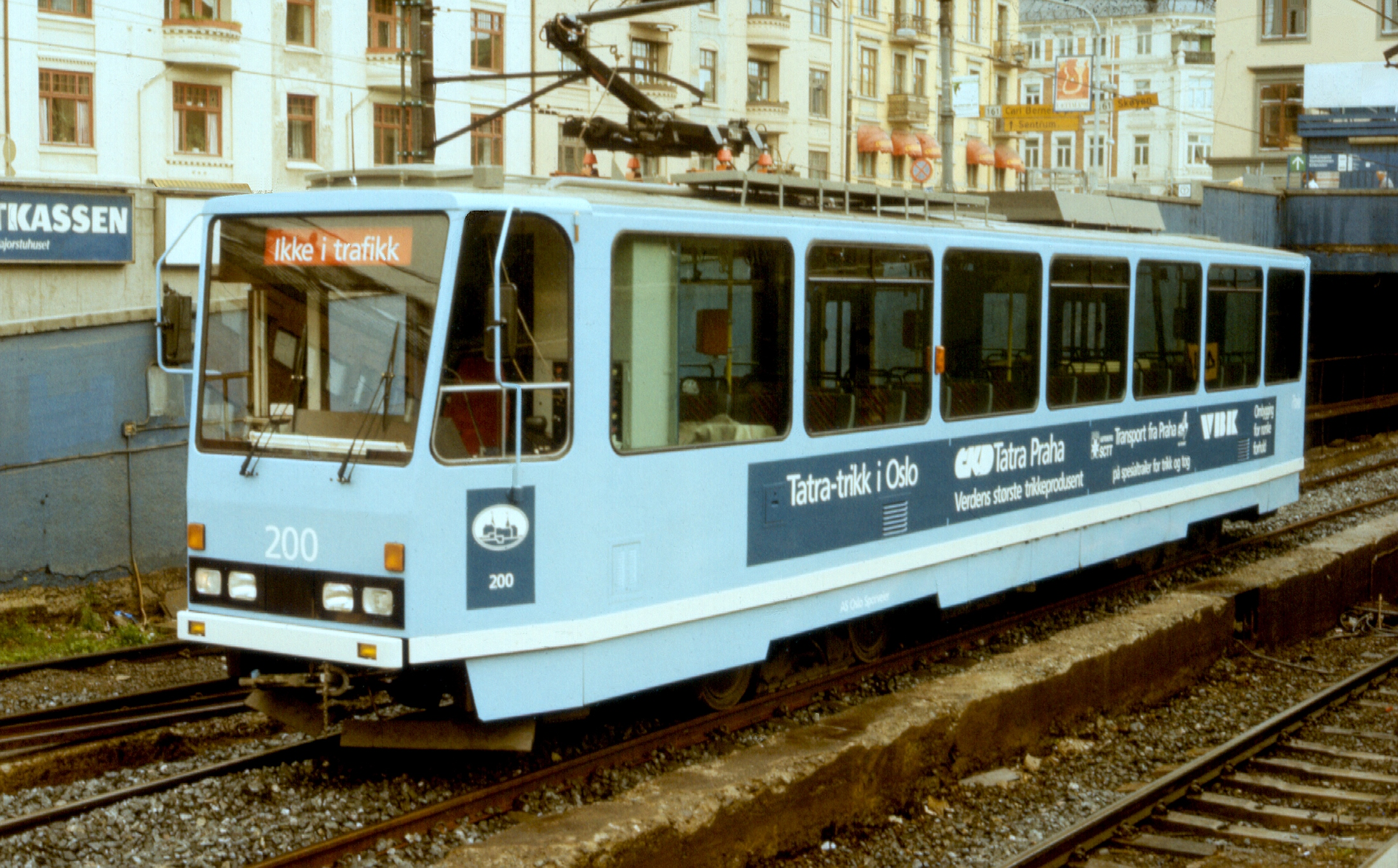
2. prototyp původního čísla 0025 jako č. 200 v Oslu
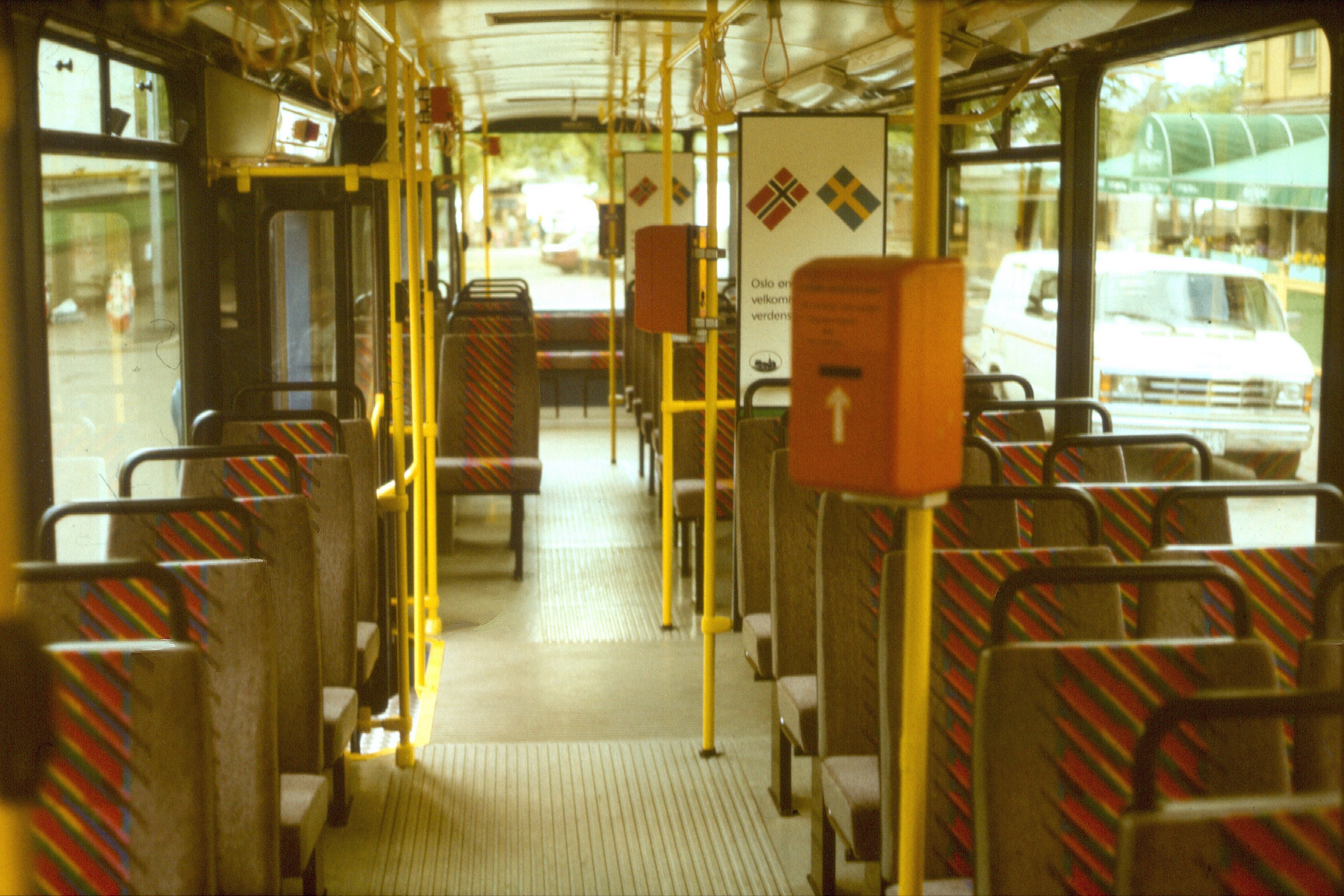
Interiér vozu v Oslu
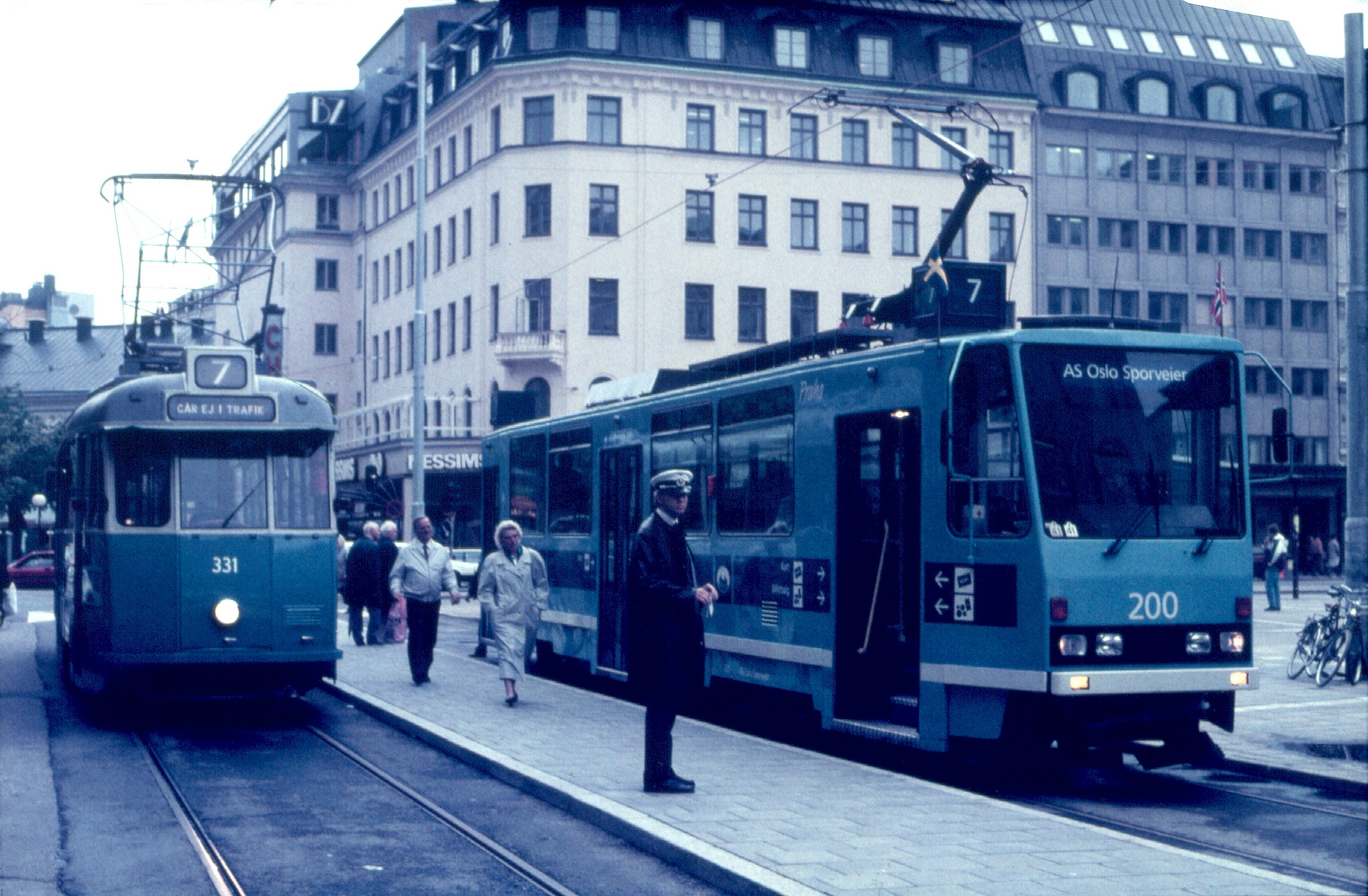
T7B5 z Osla ve Stockholmu na lince 7
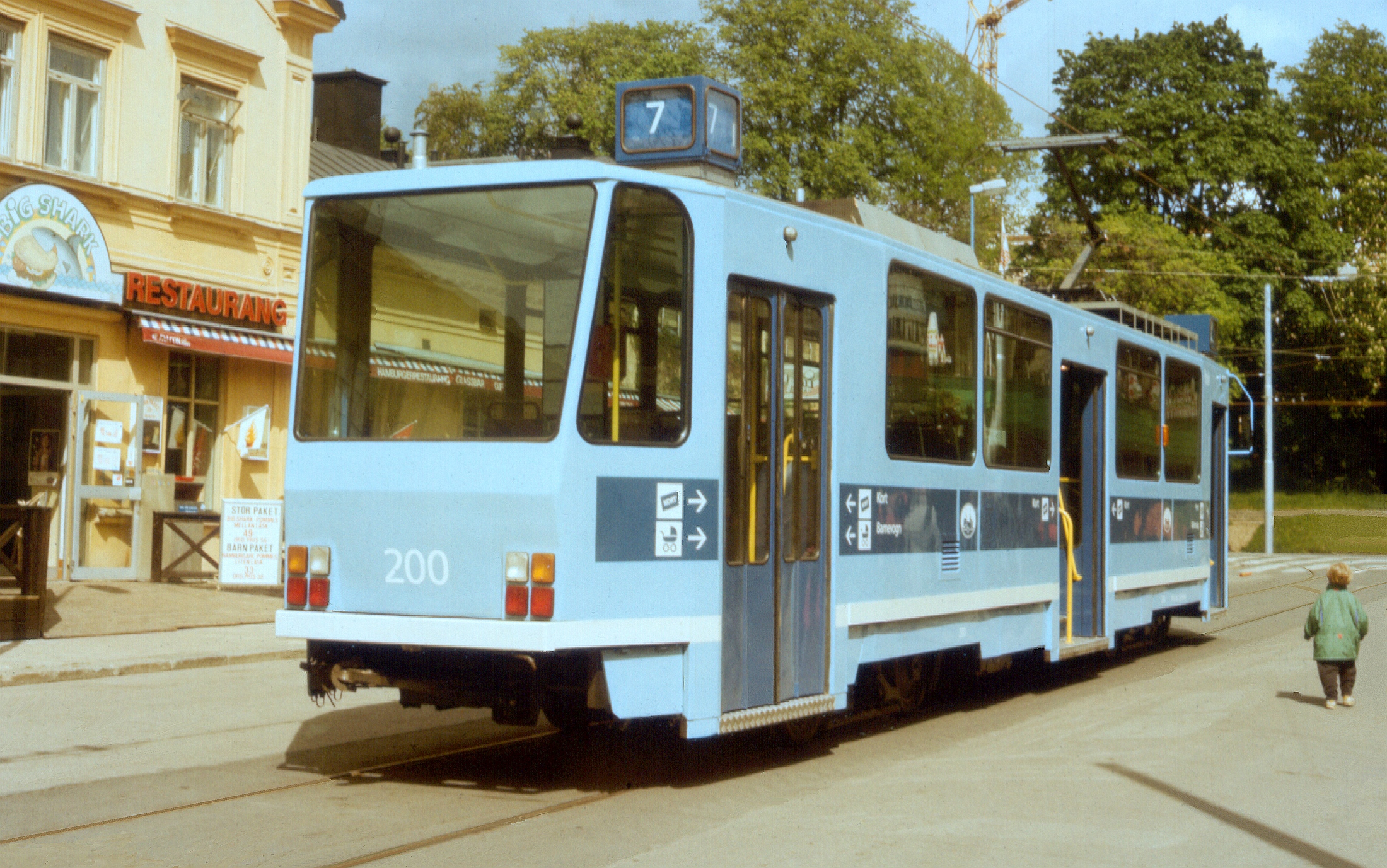
T7B5 z Osla ve Stockholmu